# Pénzesgyőr
Pénzesgyőr là một thị trấn thuộc hạt Veszprém, Hungary. Thị trấn này có diện tích 17,65 km², dân số năm 2010 là 342 người, mật độ 19 người/km².